# محمد عبد الله مليباري

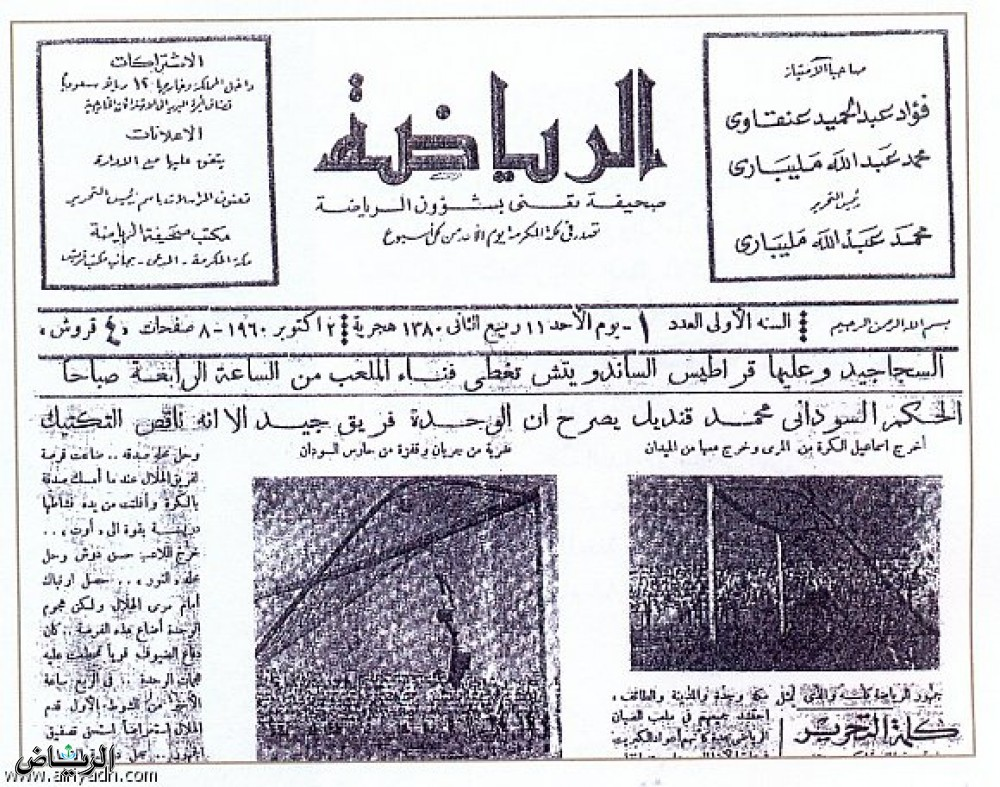
الصفحة الأولى لجريدة الرياضة

محمد عبد الله مليباري (1931- 1991)، كاتب وقاص وصحفي وناقد سعودي، يُعد من رواد الصحافة والقصة في المملكة، أسس مع فؤاد عنقاوي (الرياضة) أول صحيفة رياضية في تاريخ الصحافة السعودية، وكان أول رئيس تحرير لها، وعلى يده صدر العدد الأول من صحيفة الندوة، إذ كان مديرًا لتحريرها عام 1958، وهو من الأعضاء المؤسسين لمؤسسة عكاظ للصحافة والنشر، ومن أعضاء الهيئة التأسيسية لنادي مكة الأدبي، وأحد رواد الأدب الهادف، وقد كتب أول مسرحية لـ (دار قريش للتمثيل القصصي الإسلامي) التي أسسها أحمد السباعي، وتُعد أول مسرح بمكة، وأصدر نحو 7 مؤلفات منها 3 مجموعات قصصية، وكتاب في تاريخ مكة حققه وعلق عليه وأضاف له بعنوان (المنتقى من أخبار أم القرى)، الذي جمع فيه 10 كتب تناولت تاريخ مكة عبر العصور، وتوفي مليباري في الرياض عام 1991.